# Championnat du monde des voitures de tourisme 2012
Navigation
2011 2013
Le Championnat WTCC 2012 est la 8e édition du Championnat du monde des voitures de tourisme (en anglais World Touring Car Championship ou WTCC) et se déroule du 11 mars au 18 novembre.

## Engagés
| Équipe                      | Voiture              | No. | Pilote               | Cat. | Manches  |
| --------------------------- | -------------------- | --- | -------------------- | ---- | -------- |
| Chevrolet RML               | Chevrolet Cruze 1.6T | 1   | Yvan Muller          |      | toutes   |
| Chevrolet RML               | Chevrolet Cruze 1.6T | 2   | Robert Huff          |      | toutes   |
| Chevrolet RML               | Chevrolet Cruze 1.6T | 8   | Alain Menu           |      | toutes   |
| Lukoil Racing Team          | SEAT León WTCC       | 3   | Gabriele Tarquini    |      | toutes   |
| Lukoil Racing Team          | SEAT León WTCC       | 4   | Alexey Dudukalo      | Y    | toutes   |
| Zengő Motorsport            | BMW 320 TC           | 5   | Norbert Michelisz    | Y    | toutes   |
| Zengő Motorsport            | BMW 320 TC           | 27  | Gábor Wéber          | Y    | 1–2, 4–7 |
| Liqui Moly Team Engstler    | BMW 320 TC           | 6   | Franz Engstler       | Y    | toutes   |
| Liqui Moly Team Engstler    | BMW 320 TC           | 7   | Charles Kaki Ng      | Y    | toutes   |
| Liqui Moly Team Engstler    | BMW 320si            | 75  | Masaki Kano          | Y    | 10       |
| Liqui Moly Team Engstler    | BMW 320si            | 76  | Alex Liu             | Y    | 11       |
| Liqui Moly Team Engstler    | BMW 320si            | 77  | Jo Merszei           | Y    | 12       |
| Chevrolet Motorsport Sweden | Chevrolet Cruze 1.6T | 9   | Rickard Rydell       |      | 1        |
| bamboo-engineering          | Chevrolet Cruze 1.6T | 11  | Alex MacDowall       | Y    | toutes   |
| bamboo-engineering          | Chevrolet Cruze 1.6T | 12  | Pasquale Di Sabatino | Y    | 1–7      |
| bamboo-engineering          | Chevrolet Cruze 1.6T | 17  | Michel Nykjær        | Y    | 8        |
| bamboo-engineering          | Chevrolet Cruze 1.6T | 20  | Darryl O'Young       | Y    | 10–11    |
| bamboo-engineering          | Chevrolet Cruze 1.6T | 29  | Robb Holland         | Y    | 9        |
| Team Aon                    | Ford Focus S2000 TC  | 14  | James Nash           |      | toutes   |
| Team Aon                    | Ford Focus S2000 TC  | 23  | Tom Chilton          |      | toutes   |
| ROAL Motorsport             | BMW 320 TC           | 15  | Tom Coronel          |      | toutes   |
| ROAL Motorsport             | BMW 320 TC           | 16  | Alberto Cerqui       | Y    | 1–11     |
| ROAL Motorsport             | BMW 320 TC           | 46  | Kei Cozzolino        | Y    | 12       |
| Honda Racing Team JAS       | Honda Civic S2000 TC | 18  | Tiago Monteiro,      |      | 10–12    |
| Tuenti Racing Team          | SEAT León TDI        | 18  | Tiago Monteiro,      | 1    |          |
| Tuenti Racing Team          | SUNRED SR León 1.6T  | 18  | Tiago Monteiro,      | 2–9  |          |
| Tuenti Racing Team          | SUNRED SR León 1.6T  | 66  | André Couto          | Y    | 12       |
| Tuenti Racing Team          | SUNRED SR León 1.6T  | 80  | Hiroki Yoshimoto     | Y    | 10       |
| Tuenti Racing Team          | SEAT León WTCC       | 74  | Pepe Oriola          | Y    | toutes   |
| Tuenti Racing Team          | SEAT León WTCC       | 88  | Fernando Monje       | Y    | 8–12     |
| Special Tuning Racing       | SEAT León WTCC       | 20  | Darryl O'Young       | Y    | 1–9      |
| Special Tuning Racing       | SEAT León WTCC       | 22  | Tom Boardman         | Y    | 7–12     |
| Special Tuning Racing       | SEAT León WTCC       | 38  | René Münnich         | Y    | 10       |
| Special Tuning Racing       | SEAT León TDI        | 22  | Tom Boardman         | Y    | 2–6      |
| Proteam Racing              | BMW 320 TC           | 24  | Isaac Tutumlu        | Y    | 1–3      |
| Proteam Racing              | BMW 320 TC           | 25  | Mehdi Bennani        | Y    | toutes   |
| Proteam Racing              | BMW 320 TC           | 48  | Felice Tedeschi      | Y    | 9        |
| Wiechers-Sport              | BMW 320 TC           | 26  | Stefano D'Aste       | Y    | toutes   |
| Team Aviva-Cofco            | Chevrolet Cruze 1.6T | 32  | Colin Turkington     |      | 11       |
| SUNRED Engineering          | SEAT León TDI        | 40  | Andrea Barlesi       | Y    | 1        |
| SUNRED Engineering          | SUNRED SR León 1.6T  | 40  | Andrea Barlesi       | Y    | 2–3      |
| SUNRED Engineering          | SUNRED SR León 1.6T  | 60  | Hugo Valente         | Y    | 11       |
| SUNRED Engineering          | SUNRED SR León 1.6T  | 88  | Fernando Monje       | Y    | 2        |
| China Dragon Racing         | Chevrolet Lacetti    | 50  | Felipe De Souza      | Y    | 11–12    |
| China Dragon Racing         | Chevrolet Lacetti    | 55  | Celio Alves Dias     | Y    | 12       |
| China Dragon Racing         | Chevrolet Cruze LT   | 51  | Kin Veng Ng          | Y    | 11–12    |
| Song Veng Racing Team       | Honda Accord Euro R  | 53  | Leong Ian Veng       | Y    | 11       |
| Look Fong Racing Team       | Chevrolet Cruze LT   | 54  | Eric Kwong           | Y    | 11       |
| TMS Sport                   | Lada Granta WTCC     | 69  | James Thompson       | *    | 5, 7     |
| SEAT Swiss Racing by SUNRED | SEAT León WTCC       | 73  | Fredy Barth          | Y    | 11–12    |
| RPM Racing Team             | BMW 320si            | 78  | Mak Ka Lok           | Y    | 12       |
| Five Auto Racing Team       | Honda Accord Euro R  | 81  | Eurico de Jesus      | Y    | 12       |
| Five Auto Racing Team       | BMW 320si            | 82  | Henry Ho             | Y    | 12       |

| Icône | Catégorie                                        |
| ----- | ------------------------------------------------ |
| Y     | Trophée Yokohama (indépendants)                  |
| *     | Pilotes invités, ne peuvent pas marquer de point |

## Calendrier
| Manche | Manche | Date         | Nom de la Course                          | Circuit                             | Lieu           | Pays         |
| ------ | ------ | ------------ | ----------------------------------------- | ----------------------------------- | -------------- | ------------ |
| 1      | C1     | 11 mars      | Course d'Italie                           | Autodromo Nazionale Monza           | Monza          | Italie       |
| 1      | C2     | 11 mars      | Course d'Italie                           | Autodromo Nazionale Monza           | Monza          | Italie       |
| 2      | C1     | 1er avril    | Course d'Espagne                          | Circuit Ricardo Tormo               | Cheste         | Espagne      |
| 2      | C2     | 1er avril    | Course d'Espagne                          | Circuit Ricardo Tormo               | Cheste         | Espagne      |
| 3      | C1     | 15 avril     | Course du Maroc / Grand Prix de Marrakech | Circuit urbain de Marrakech         | Marrakech      | Maroc        |
| 3      | C2     | 15 avril     | Course du Maroc / Grand Prix de Marrakech | Circuit urbain de Marrakech         | Marrakech      | Maroc        |
| 4      | C1     | 29 avril     | Course de Slovaquie                       | Slovakiaring                        | Orechová Potôň | Slovaquie    |
| 4      | C2     | 29 avril     | Course de Slovaquie                       | Slovakiaring                        | Orechová Potôň | Slovaquie    |
| 5      | C1     | 6 mai        | Course de Hongrie                         | Hungaroring                         | Mogyoród       | Hongrie      |
| 5      | C2     | 6 mai        | Course de Hongrie                         | Hungaroring                         | Mogyoród       | Hongrie      |
| 6      | C1     | 20 mai       | Course d'Autriche                         | Salzburgring                        | Plainfeld      | Autriche     |
| 6      | C2     | 20 mai       | Course d'Autriche                         | Salzburgring                        | Plainfeld      | Autriche     |
| 7      | C1     | 3 juin       | Course du Portugal                        | Autódromo Internacional do Algarve  | Portimao       | Portugal     |
| 7      | C2     | 3 juin       | Course du Portugal                        | Autódromo Internacional do Algarve  | Portimao       | Portugal     |
| 8      | C1     | 22 juillet   | Course du Brésil                          | Autódromo Internacional de Curitiba | Pinhais        | Brésil       |
| 8      | C2     | 22 juillet   | Course du Brésil                          | Autódromo Internacional de Curitiba | Pinhais        | Brésil       |
| 9      | C1     | 23 septembre | Course des États-Unis d'Amérique          | Infineon Raceway                    | Sonoma         | États-Unis   |
| 9      | C2     | 23 septembre | Course des États-Unis d'Amérique          | Infineon Raceway                    | Sonoma         | États-Unis   |
| 10     | C1     | 21 octobre   | Course du Japon                           | Circuit de Suzuka                   | Suzuka         | Japon        |
| 10     | C2     | 21 octobre   | Course du Japon                           | Circuit de Suzuka                   | Suzuka         | Japon        |
| 11     | C1     | 4 novembre   | Course de Chine                           | Shanghai International Circuit      | Shanghai       | Chine        |
| 11     | C2     | 4 novembre   | Course de Chine                           | Shanghai International Circuit      | Shanghai       | Chine        |
| 12     | C1     | 18 novembre  | Guia Race / Grand Prix de Macao           | Circuit de Guia                     | Macao          | Macao, Chine |
| 12     | C2     | 18 novembre  | Guia Race / Grand Prix de Macao           | Circuit de Guia                     | Macao          | Macao, Chine |

## Résultats
| Manche | Nom de la course      | Pole Position     | Meilleur tour     | Pilote vainqueur  | Équipe gagnante    | Vainqueur Yokohama |
| ------ | --------------------- | ----------------- | ----------------- | ----------------- | ------------------ | ------------------ |
| 1      | Course d'Italie       | Gabriele Tarquini | Rickard Rydell    | Yvan Muller       | Chevrolet          | Pepe Oriola        |
| 2      | Course d'Italie       | Norbert Michelisz | Robert Huff       | Yvan Muller       | Chevrolet          | Stefano d'Aste     |
| 3      | Course d'Espagne      | Yvan Muller       | Yvan Muller       | Yvan Muller       | Chevrolet          | Pepe Oriola        |
| 4      | Course d'Espagne      | Stefano d'Aste    | Alain Menu        | Alain Menu        | Chevrolet          | Stefano d'Aste     |
| 5      | Course du Maroc       | Alain Menu        | Pepe Oriola       | Alain Menu        | Chevrolet          | Pepe Oriola        |
| 6      | Course du Maroc       | James Nash        | Alain Menu        | Yvan Muller       | Chevrolet          | Stefano d'Aste     |
| 7      | Course de Slovaquie   | Norbert Michelisz | Norbert Michelisz | Gabriele Tarquini | Lukoil Racing Team | Alexey Dudukalo    |
| 8      | Course de Slovaquie   | Stefano D'Aste    | Yvan Muller       | Robert Huff       | Chevrolet          | Pepe Oriola        |
| 9      | Course de Hongrie     | Yvan Muller       | Yvan Muller       | Yvan Muller       | Chevrolet          | Mehdi Bennani      |
| 10     | Course de Hongrie     | Franz Engstler    | Norbert Michelisz | Norbert Michelisz | Zengő Motorsport   | Norbert Michelisz  |
| 11     | Course d'Autriche     | Robert Huff       | Yvan Muller       | Robert Huff       | Chevrolet          | Alex MacDowall     |
| 12     | Course d'Autriche     | Aleksei Dudukalo  | Alain Menu        | Stefano D'Aste    | Wiechers-Sport     | Stefano D'Aste     |
| 13     | Course du Portugal    | Gabriele Tarquini | Yvan Muller       | Yvan Muller       | Chevrolet          | Norbert Michelisz  |
| 14     | Course du Portugal    | Pepe Oriola       | Alain Menu        | Alain Menu        | Chevrolet          | Pepe Oriola        |
| 15     | Course du Brésil      | Yvan Muller       | Yvan Muller       | Yvan Muller       | Chevrolet          | Michel Nykjær      |
| 16     | Course du Brésil      | Norbert Michelisz | Robert Huff       | Robert Huff       | Chevrolet          | Norbert Michelisz  |
| 17     | Course des États-Unis | Alain Menu        | Yvan Muller       | Yvan Muller       | Chevrolet          | Norbert Michelisz  |
| 18     | Course des États-Unis | Stefano D'Aste    | Yvan Muller       | Robert Huff       | Chevrolet          | Norbert Michelisz  |
| 19     | Course du Japon       | Alain Menu        | Alain Menu        | Alain Menu        | Chevrolet          | Alex MacDowall     |
| 20     | Course du Japon       | Stefano D'Aste    | Pepe Oriola       | Stefano D'Aste    | Wiechers-Sport     | Stefano D'Aste     |
| 21     | Course de Chine       | Alain Menu        | Alain Menu        | Alain Menu        | Chevrolet          | Stefano D'Aste     |
| 22     | Course de Chine       |                   | Robert Huff       | Robert Huff       | Chevrolet          | Stefano D'Aste     |
| 23     | Course Guia de Macao  | Robert Huff       | Alain Menu        | Yvan Muller       | Chevrolet          | Darryl O'Young     |
| 24     | Course Guia de Macao  |                   | Robert Huff       | Alain Menu        | Chevrolet          | Darryl O'Young     |

## Classements

### Pilotes
| Pos | Pilote            | Équipe                      | Voiture             | Victoires | Points |
| --- | ----------------- | --------------------------- | ------------------- | --------- | ------ |
| 1   | Robert Huff       | Chevrolet                   | Chevrolet Cruze     | 6         | 413    |
| 2   | Alain Menu        | Chevrolet                   | Chevrolet Cruze     | 2         | 401    |
| 3   | Yvan Muller       | Chevrolet                   | Chevrolet Cruze     | 3         | 393    |
| 4   | Tom Coronel       | ROAL Motorsport             | BMW 320 TC          | 0         | 140    |
| 5   | Gabriele Tarquini | Lukoil Racing Team          | Seat León WTCC      | 1         | 134    |
| 6   | Pepe Oriola       | Tuenti Racing Team          | Seat León WTCC      | 0         | 107    |
| 7   | Norbert Michelisz | Zengő Motorsport            | BMW 320 TC          | 1         | 106    |
| 8   | Stefano d'Aste    | Wiechers-Sport              | BMW 320 TC          | 1         | 84     |
| 9   | Tiago Monteiro    | Tuenti Racing Team          | Seat León TDI       | 0         | 45     |
| 10  | Mehdi Bennani     | Proteam Racing              | BMW 320 TC          | 0         | 43     |
| 11  | Franz Engstler    | Liqui Moly Team Engstler    | BMW 320 TC          | 0         | 40     |
| 12  | Alberto Cerqui    | ROAL Motorsport             | BMW 320 TC          | 0         | 37     |
| 13  | Alex MacDowall    | bamboo-engineering          | Chevrolet Cruze     | 0         | 28     |
| 14  | Alexey Dudukalo   | Lukoil Racing Team          | Chevrolet Cruze     | 0         | 22     |
| 15  | Rickard Rydell    | Chevrolet Motorsport Sweden | Chevrolet Cruze     | 0         | 14     |
| 16  | James Nash        | Team Aon                    | Ford Focus S2000 TC | 0         | 12     |
| 17  | Darryl O'Young    | Special Tuning Racing       | Seat León WTCC      | 0         | 11     |
| 18  | Tom Chilton       | Team Aon                    | Ford Focus S2000 TC | 0         | 7      |
| 19  | Tom Boardman      | Special Tuning Racing       | Seat León TDI       | 0         | 4      |
| 20  | Gábor Wéber       | Zengő Motorsport            | BMW 320 TC          | 0         | 3      |

### Yokohama
| Pos | Pilote               | Équipe                   | Voiture         | Victoires | Points |
| --- | -------------------- | ------------------------ | --------------- | --------- | ------ |
| 1   | Pepe Oriola          | Tuenti Racing Team       | Seat León WTCC  | 5         | 106    |
| 2   | Norbert Michelisz    | Zengő Motorsport         | BMW 320 TC      | 2         | 96     |
| 3   | Stefano d'Aste       | Wiechers-Sport           | BMW 320 TC      | 4         | 73     |
| 4   | Franz Engstler       | Liqui Moly Team Engstler | BMW 320 TC      | 0         | 58     |
| 5   | Alex MacDowall       | bamboo-engineering       | Chevrolet Cruze | 1         | 50     |
| 6   | Alberto Cerqui       | ROAL Motorsport          | BMW 320 TC      | 0         | 50     |
| 7   | Mehdi Bennani        | Proteam Racing           | BMW 320 TC      | 1         | 41     |
| 8   | Darryl O'Young       | Special Tuning Racing    | Seat León WTCC  | 0         | 28     |
| 9   | Alexey Dudukalo      | Lukoil Racing Team       | Chevrolet Cruze | 1         | 17     |
| 10  | Gábor Wéber          | Zengő Motorsport         | BMW 320 TC      | 0         | 15     |
| 11  | Pasquale di Sabatino | bamboo-engineering       | Chevrolet Cruze | 0         | 12     |
| 12  | Tom Boardman         | Special Tuning Racing    | Seat León TDI   | 0         | 8      |
| 13  | Charles Kaki Ng      | Liqui Moly Team Engstler | BMW 320 TC      | 0         | 7      |
| 14  | Isaac Tutumlu        | Proteam Racing           | Chevrolet Cruze | 0         | 3      |
| 15  | Andrea Barlesi       | SUNRED Engineering       | Seat León TDI   | 0         | 3      |